# Štefanova ulica
Štefanova ulica (deutsch: Štefangasse) ist der Name einer Straße in der Altstadt von Ljubljana, d, im Stadtbezirk Center von Ljubljana, der Hauptstadt Sloweniens. Sie ist benannt nach dem Mathematiker und Physiker Josef Stefan (1835–1893).

## Geschichte
Die Straße wurde 1910 als Gajeva ulica angelegt, während der italienischen Besetzung Ljubljanas 1942 in Verdigasse umbenannt. Von 1952 bis 1991 hieß sie Kidričeva ulica, seitdem trägt sie den heutigen Namen.

## Lage
Die Straße beginnt an der Slovenska cesta und verläuft nach Westen bis zur Prežihova ulica.

## Abzweigende Straßen
Die Štefanova ulica berührt folgende Straßen und Orte (von Osten nach Westen): Beethovnova ulica, Župančičeva ulica.

## Bauwerke und Einrichtungen
Die wichtigsten Bauwerke und Einrichtungen entlang der Straße sind von Osten nach Westen:
- Nebotičnik
- Innenministerium, Štefanova 2[3]
- Gesundheitsministerium, Štefanova 5[4]
- Park der Slowenischen Reformation mit dem Denkmal für die Illegalen 1941–1945
- Slowenische Nationalgalerie am Ende der Straße